# Luteranismo no Japão
O Luteranismo no Japão é um dos maiores ramos do cristianismo no Japão, atualmente existe cerca de 5 escolas Luteranas, 17 unidades de negócio e 34 creches em todo o país.

## História
Em 1888 ,a Igreja Luterana dos EUA começou a fazer missões estrangeiras, com isso pretendiam evangelizar o Japão. Em fevereiro de 1892, o missionário J. A · B · Scherrer foi enviado para o Japão. Scherrer desembarcou em Yokohama, viveu em Tóquio e aprendeu japonês com um  japonês Luterano. Em novembro de 1892  R · B · Peery foi enviado junto com  Scherrer Ryohei Yamauchi e sua esposa  Ryohei Mikie que o ensinou japonês.
Com a intenção do departamento de evangelismo da igreja Luterana dos EUA, escolheram o distrito de Kyushu para iniciar o evangelismo. Scherrer foi nomeado professor de inglês em uma escola secundária local, com uma capela temporária alugou uma casa em Matsubara-cho, atualmente esta primeira igreja foi nomeada de ''Igreja da Sagrada cruz''.
No dia 2 de Abril de  1893  R · B · Peery e J · A · B · Scherer e Ryohei Yamauchi foram a prefeitura da Cidade de  Matsubara e nomearam oficialmente a capela temporária em um bairro residencial,foi a primeira igreja Luterana no Japão. Este dia ficou conhecido como o começo da Igreja Evangélica Luterana Japonesa  . Entre 1893 e 1902 ficou conhecido como o marco inicial para o luteranismo no Japão.
No dia 3 de maio de 1963 começou-se a evangelizar em outras localidades do Japão e o luteranismo começou a ganhar força no país.

## Organização

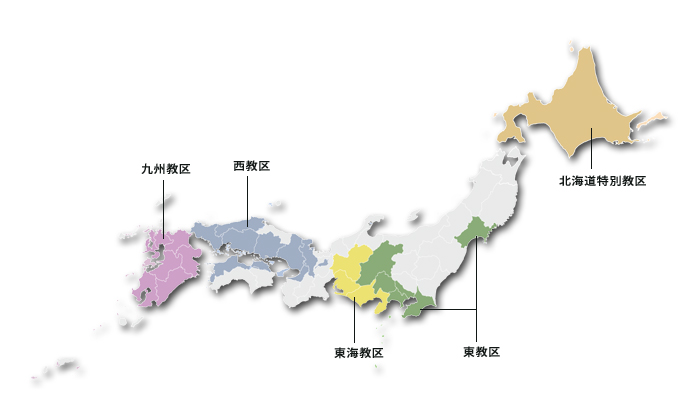
Mapa das Dioceses Luteranas no Japão.

- Mapa das Dioceses Luteranas no Japão[3].A sede da principal igreja Luterana Japonesa se encontra em Shinjuku-ku, Tóquio
  - A Diocese de Hokkaido possui 4 igrejas e várias capelas
  - A Diocese Oriental possui 37 igrejas em Tohoku, Kanto, Koushin[4]
  - A Paróquia de Tokai possui 23 igrejas na área de Tokai (7 das quais têm vários locais de culto e local de encontro)
  - A Diocese Ocidental possui 21 igrejas em Kinki, na China e em Shikoku (2 dessas igrejas têm vários locais de culto).
  - A Diocese de Kyushu possui 75 igrejas e várias capelas.[5]

## Escolas e universidades luteranas no Japão
- Colégio Luterano de Kyushu.Universidade Luterana de Gakuin

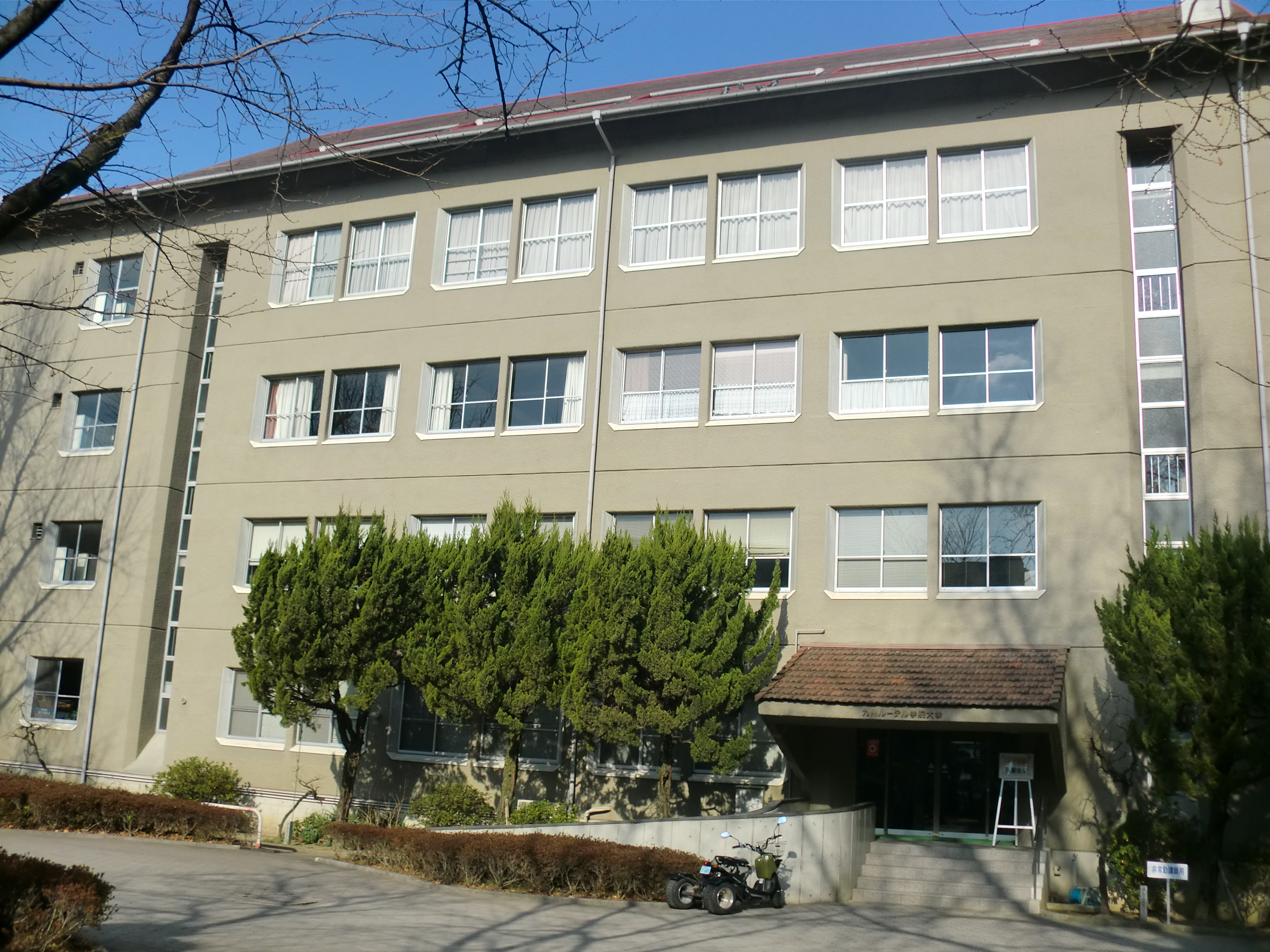
Colégio Luterano de Kyushu.

- Universidade do Colégio Luterano de Kyushu
- Academia Luterana Junior High and High School
- Escola secundária júnior de Kyushu Gakuin
- Escola secundária sênior
- Seminário Teológico Luterano do Japão
- 31 creches em todo o país[6]

( E outras várias escolas possuem ligações com a Igreja luterana do Japão )